# Oscar Herrström

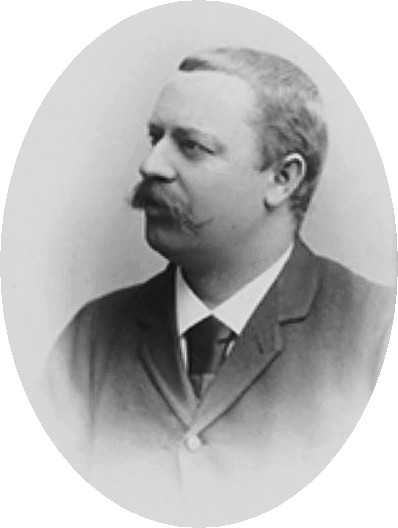
Oscar Herrström.

Oscar Herrström, född 2 april 1857 i Härslövs socken, död 18 november 1923 i Stockholm, var en svensk murmästare och byggmästare verksam i Stockholm.

## Biografi
Herrström studerade vid Slöjdskolan i Stockholm 1875-1878. Han vann burskap som mur- och byggmästare i Stockholm 1889 och inträdde samma år i Murmestare Embetet där han var ledamot 1892 och revisor 1895–1896. Han godkändes som byggmästare av Stockholms byggnadsnämnd den 25 mars 1891. Han blev Riddare av Vasaorden 1906. Herrström fann sin sista vila på Norra begravningsplatsen där han gravsattes den 23 november 1923.

### Utförda arbeten (urval)
Från 1885 uppförde hans firma ett femtiotal ny- och ombyggnader, bland annat flera bankhus såsom Skånebanken, Mälareprovinsernas Enskilda Bank, Sundsvallsbanken, Diskontobanken, Norrlandsbanken och Inteckningsbanken, samtliga i Stockholm. Han byggde även Grand Hôtel Royal och Strand Hotel. För AB de Lavals Ångturbin uppförde han 1897 företagets fabriks- och kontorshus i Järla.
Bland av honom byggda flerbostadshus märks Sperlingsbacke 31 (Sturegatan 6), Valnöten 7 (Hantverkargatan 16), Rapphönan 3 (Artillerigatan 38), Linden 6 (Villagatan 2), Landbyska verket 4 (Birger Jarlsgatan 24) och Vildmannen 5 (Norrlandsgatan 42). Han byggde flera bostadshus för fastighetsägaren Isaak Hirsch, bland dem Sergeanten 7 och Bajonetten 1, Bajonetten 11 och Bajonetten 9, samtliga vid Strandvägen. I egen regi byggde han även Gardisten 3, Strandvägen 61 och Sergeanten 2, Torstenssongatan 4.

### Bilder uppförda byggnader (urval)

Banker, hotell och industrier
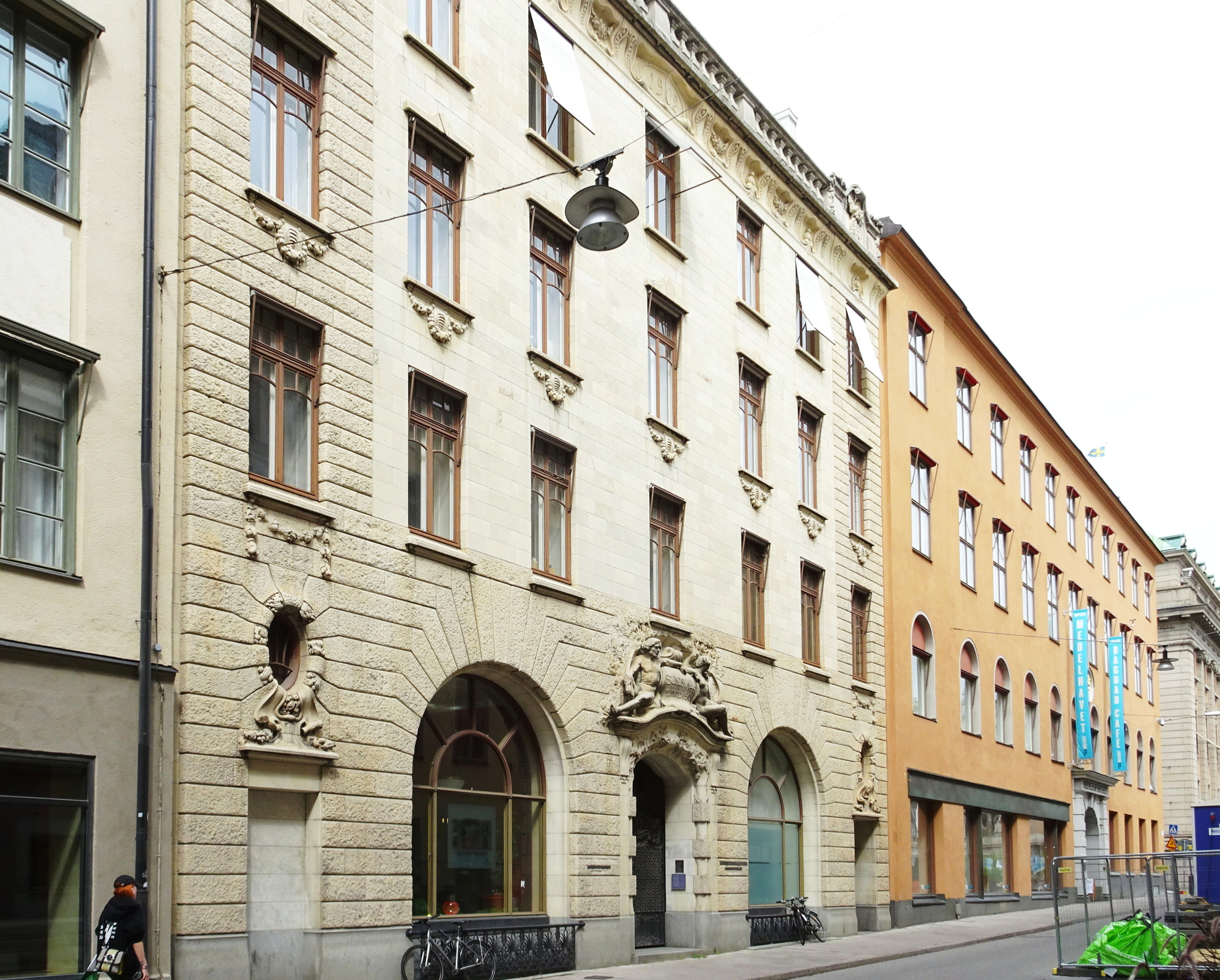
Sundsvalls Enskilda Bank.
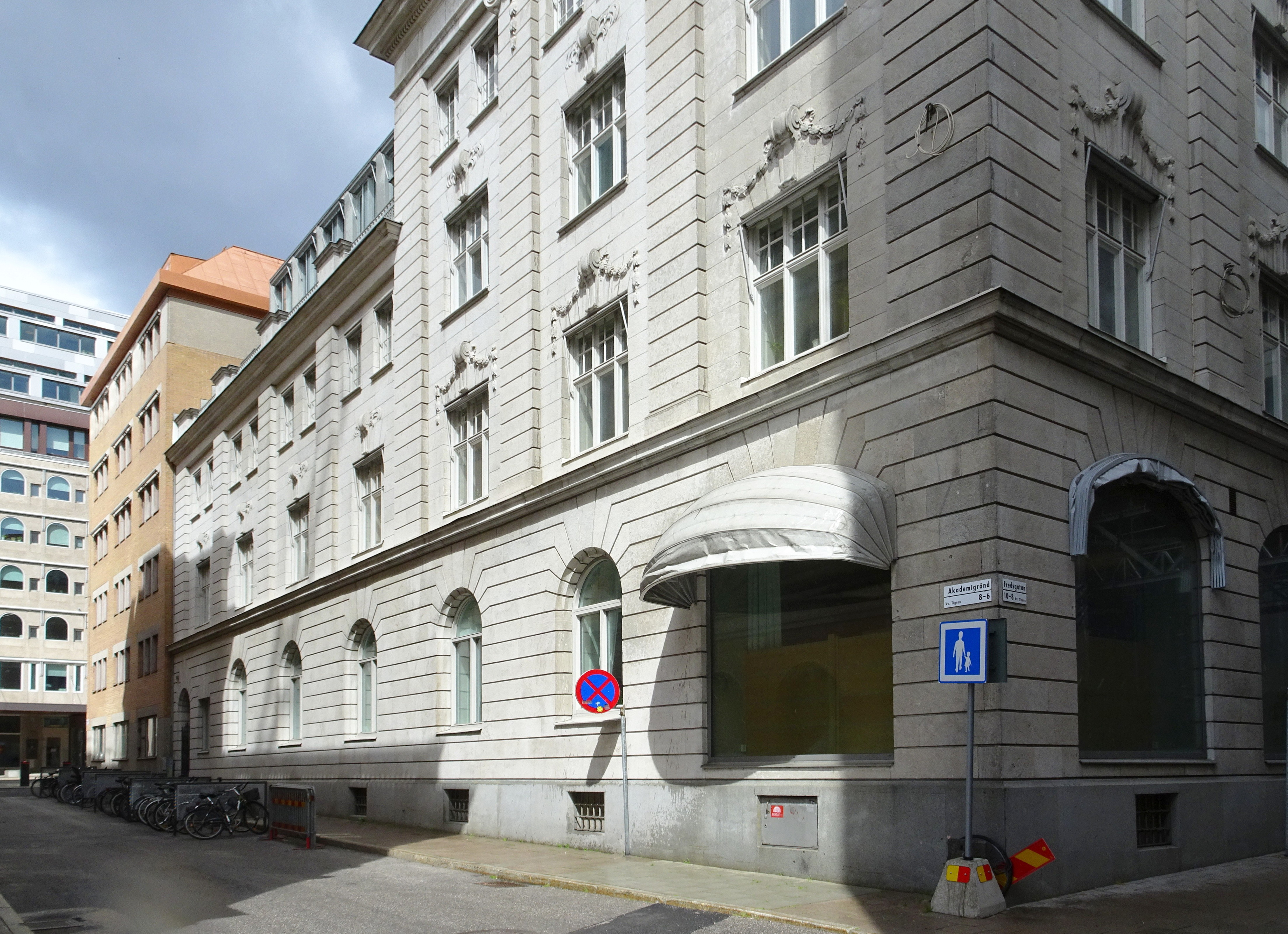
Norrlandsbanken.
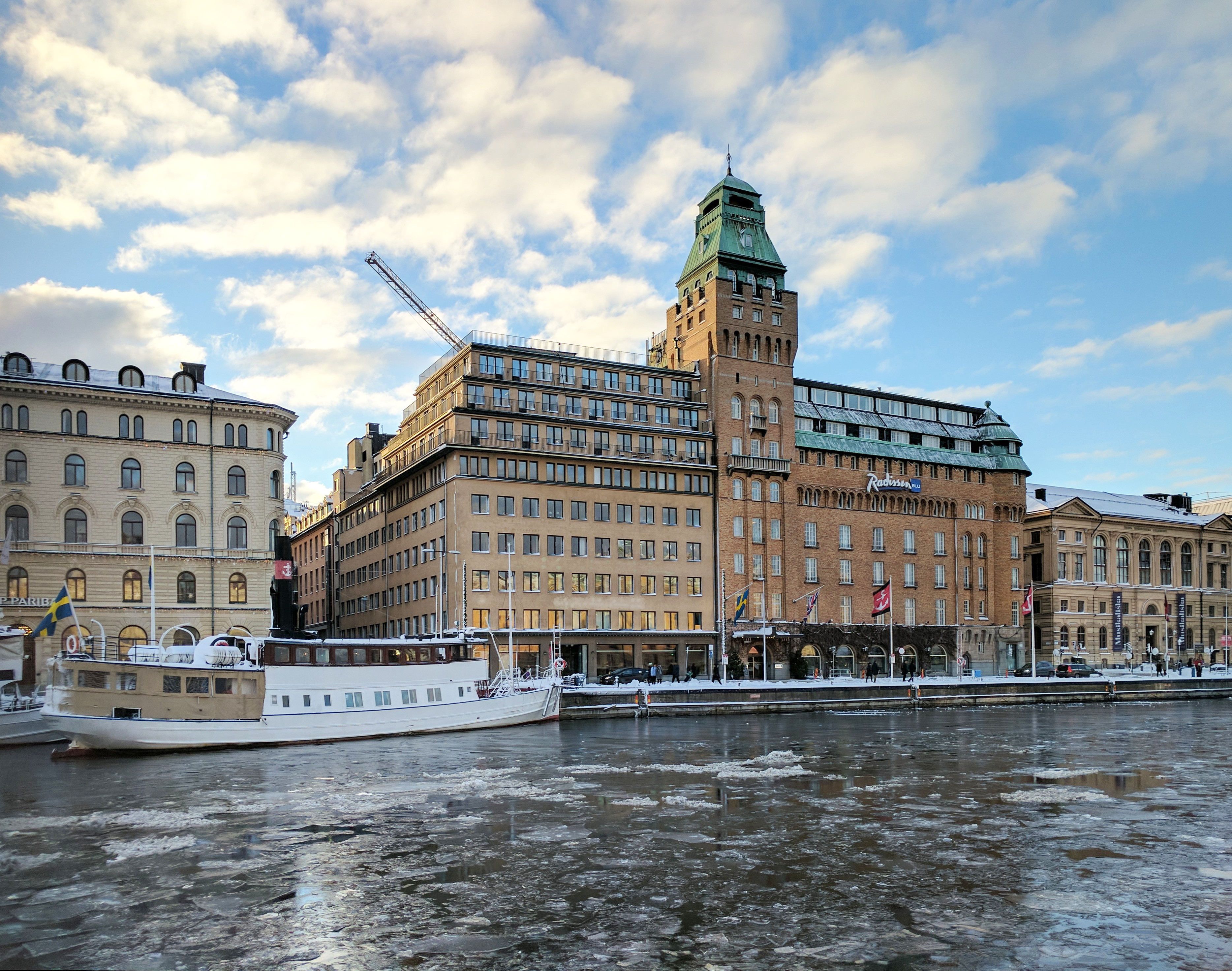
Strand Hotel.
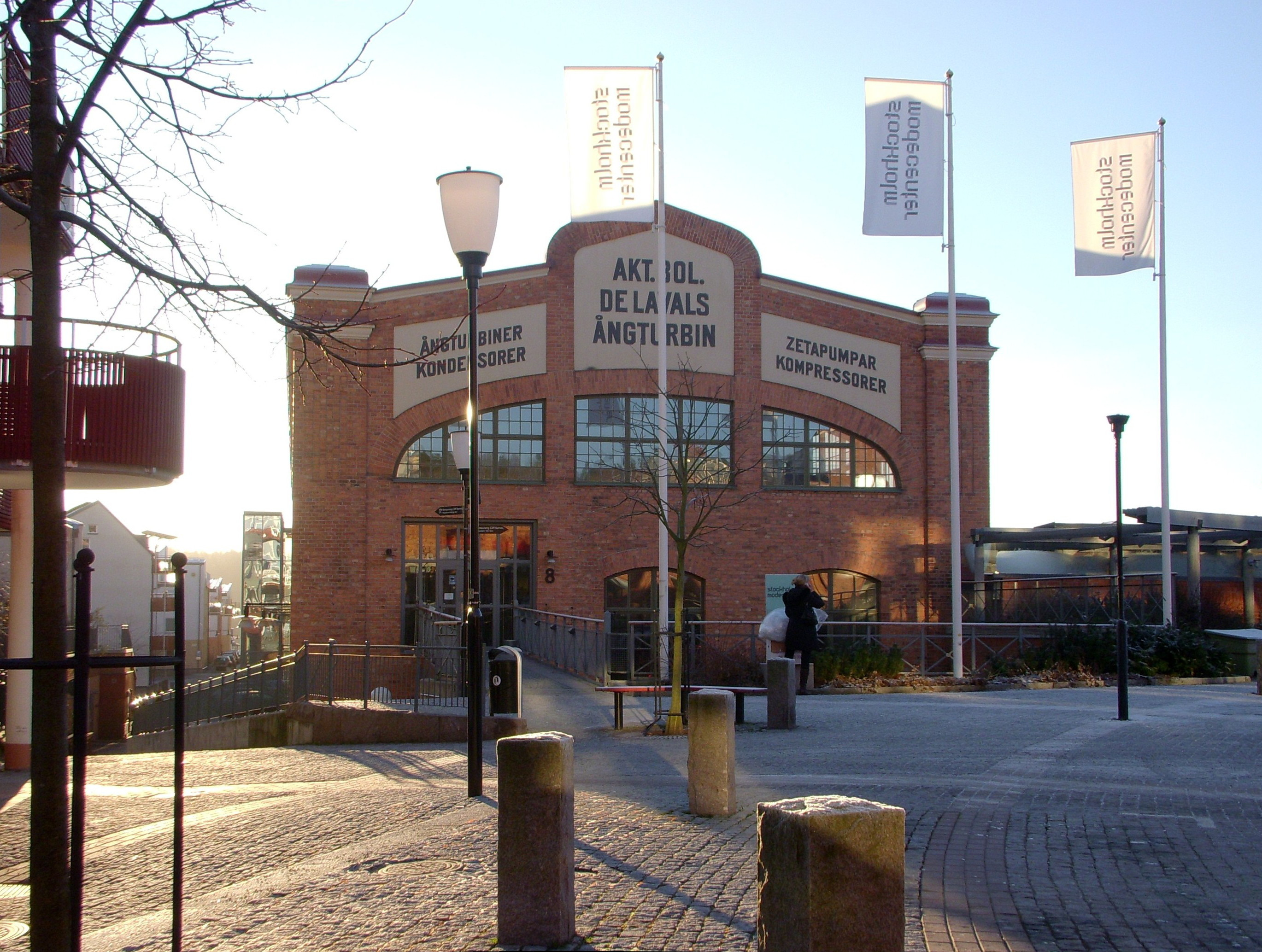
AB de Lavals Ångturbin (turbinhallen).

Bostadshus
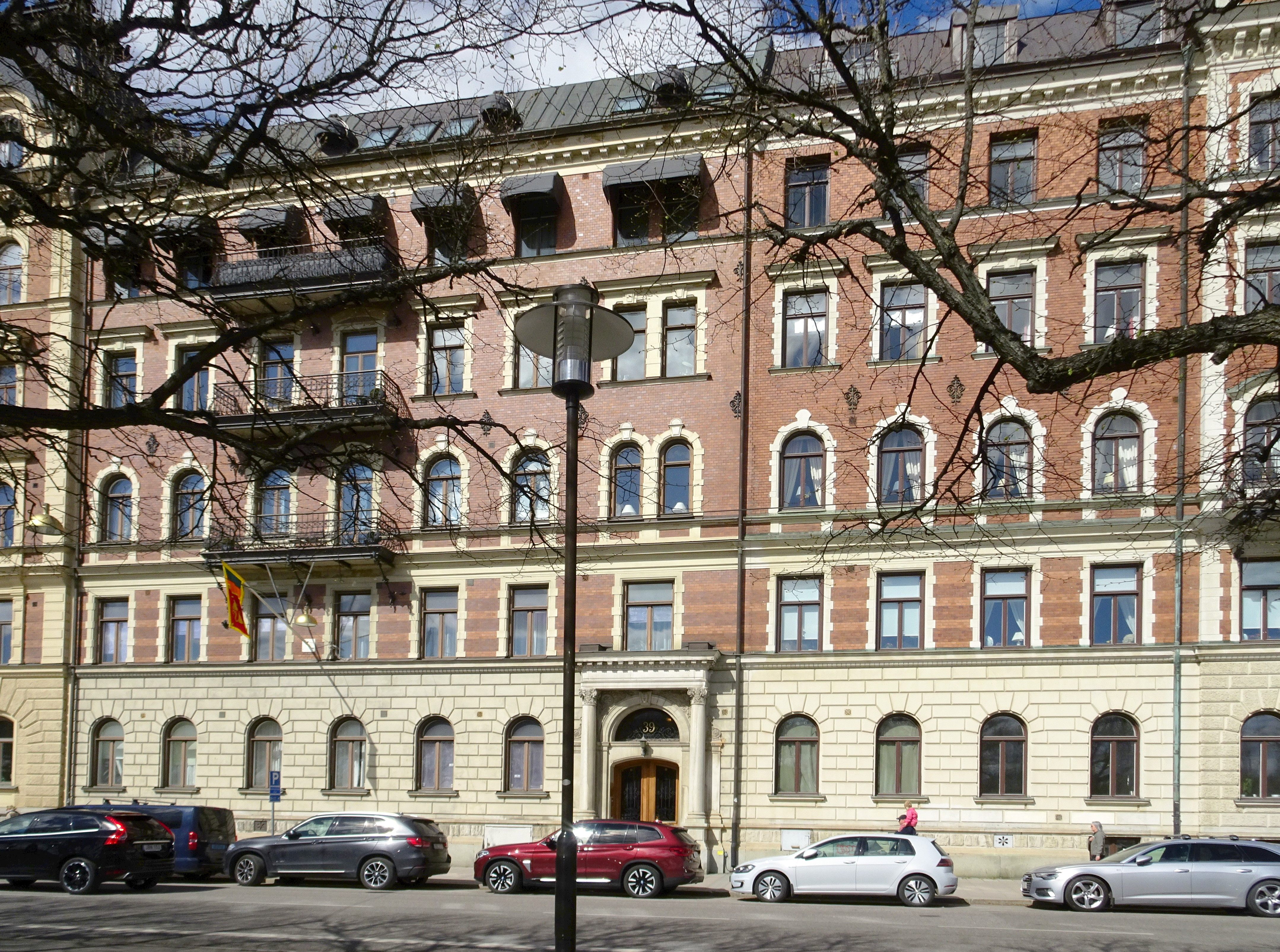
Sergeanten 7 (Strandvägen 39).
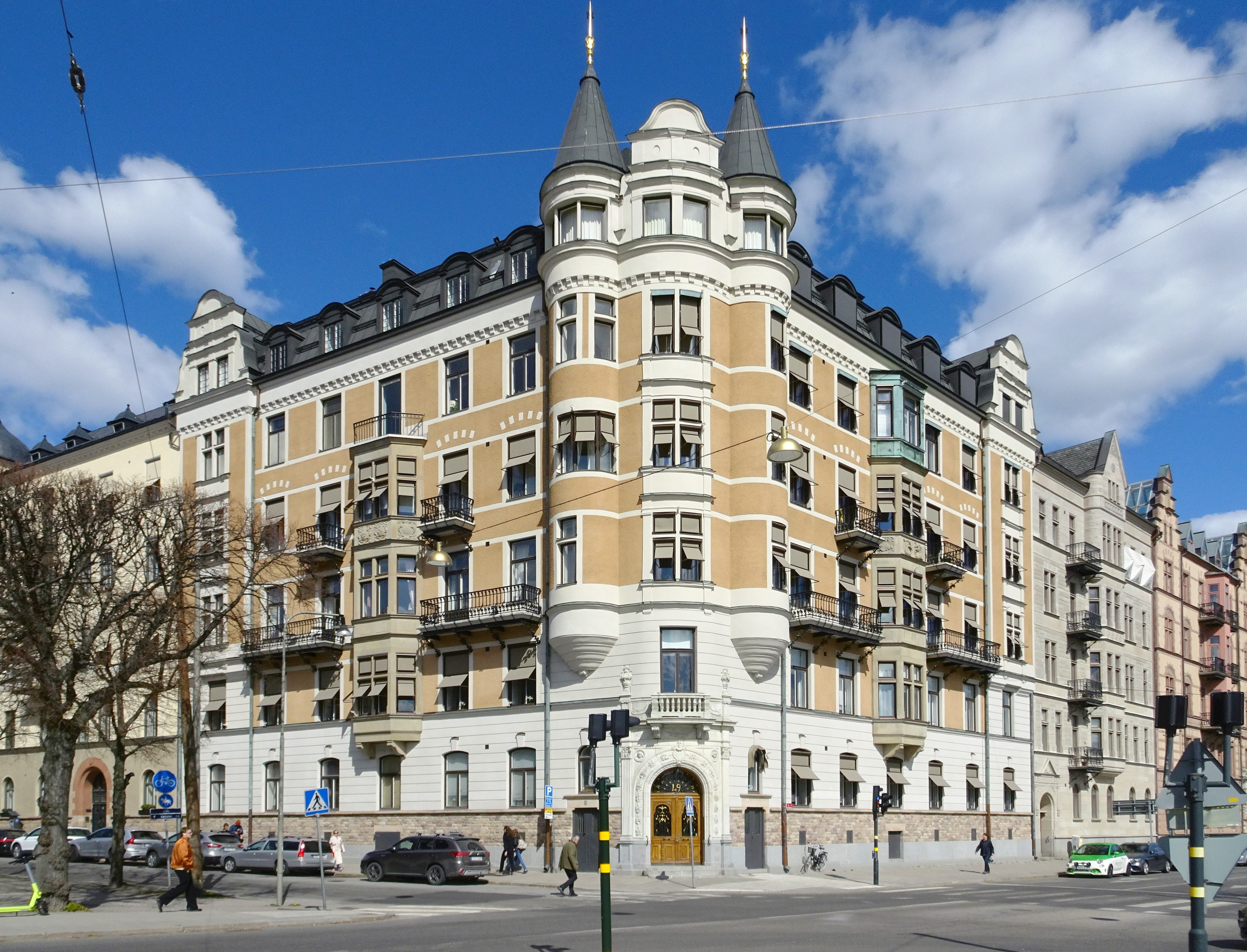
Bajonetten 1 (Strandvägen 49).
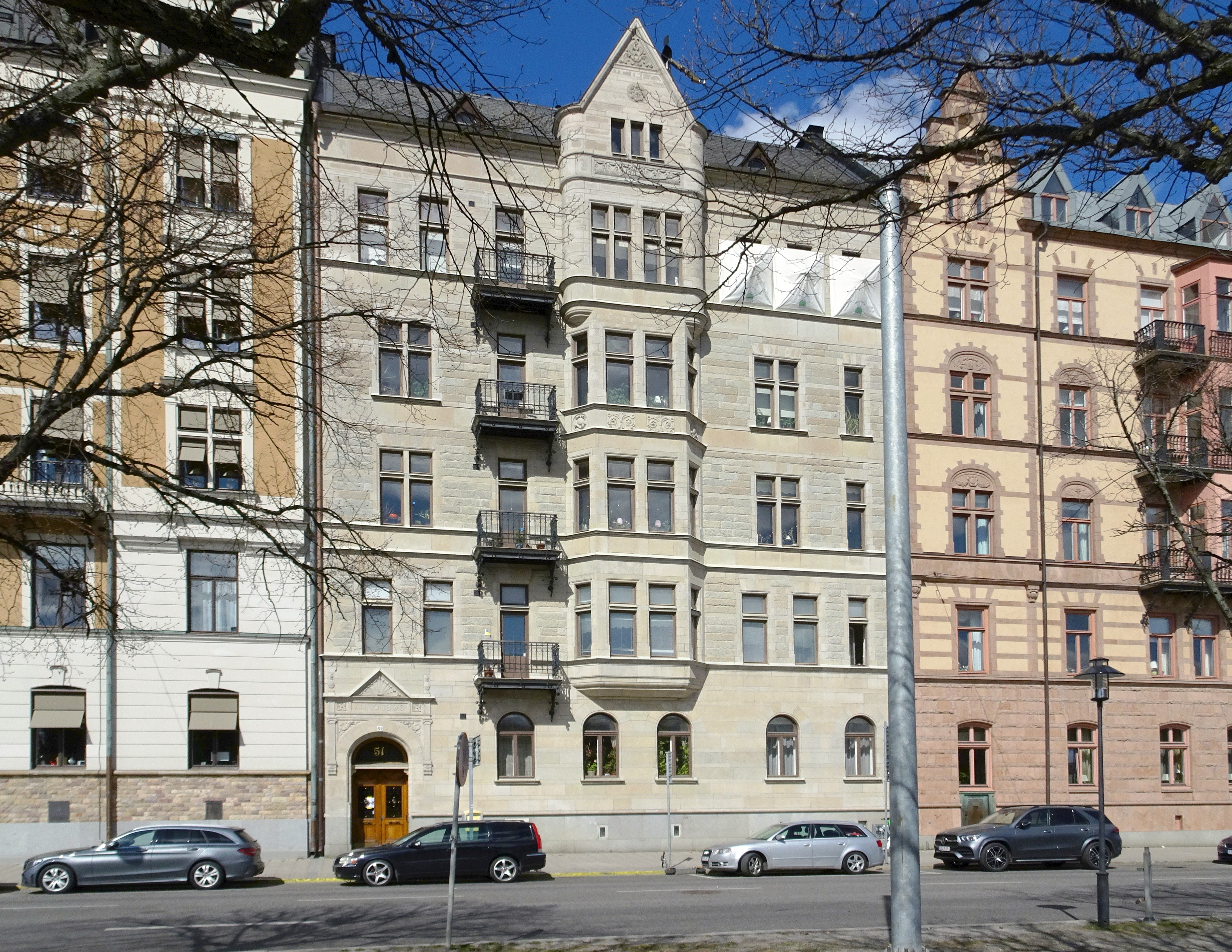
Bajonetten 11 (Strandvägen 51).
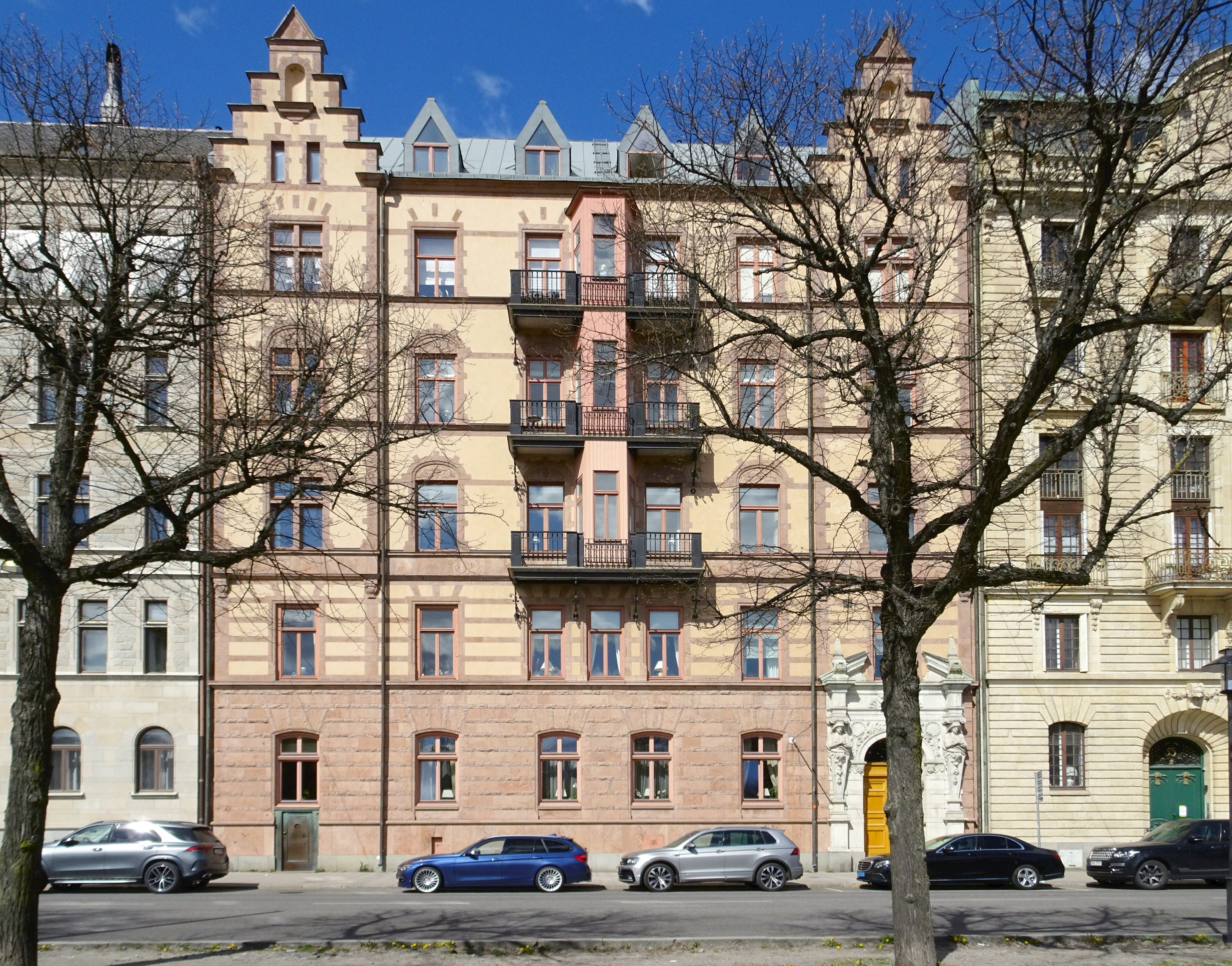
Bajonetten 9 (Strandvägen 53).

## Referenser

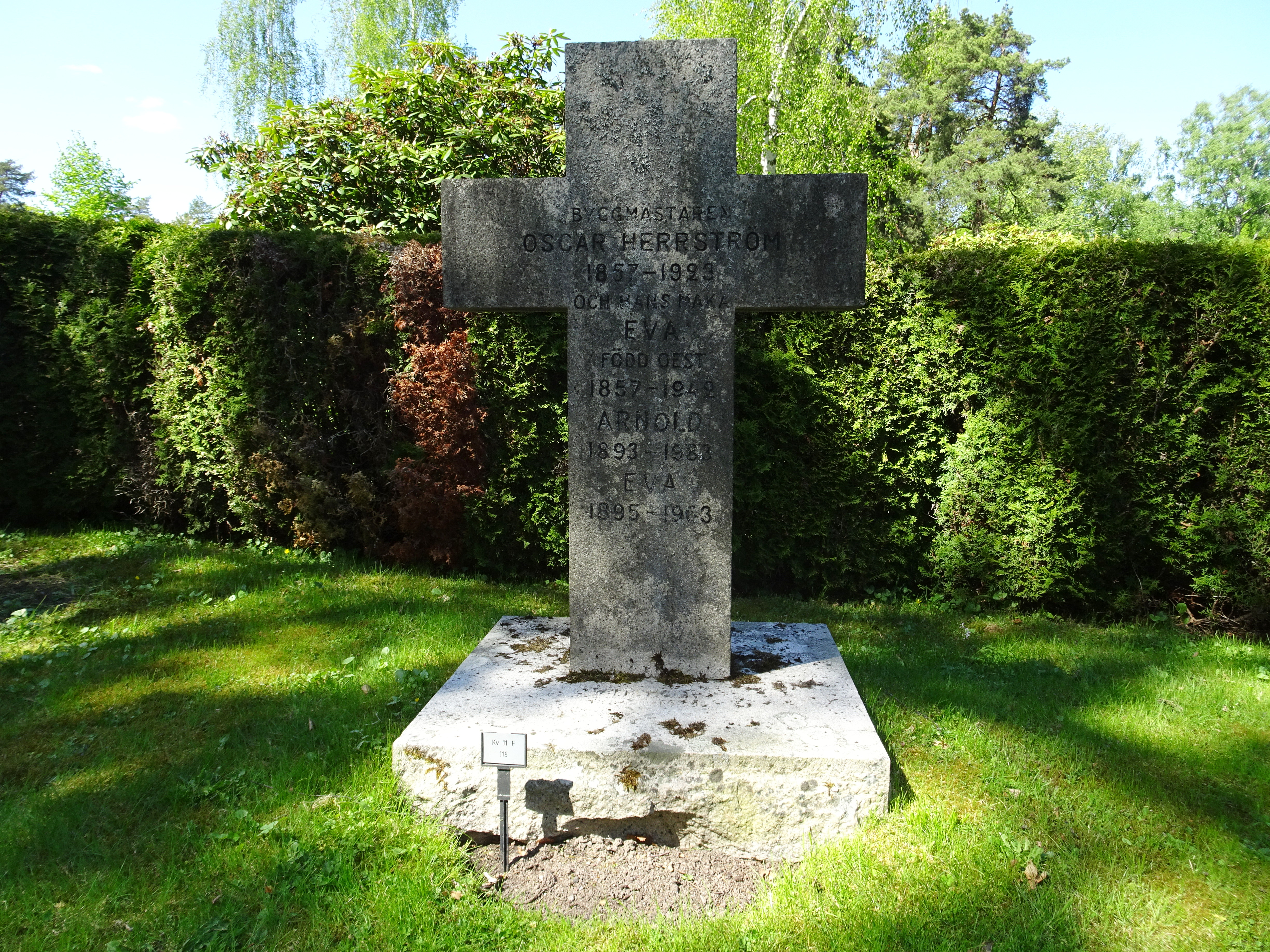
Oscar Herrströms grav.